# Misogi
El misogi (禊) es una antigua práctica de abluciones en el sintoísmo que los fieles efectúan lavándose para purificarse de las contaminaciones (罪 tsumi) a que está sujeto el cuerpo. Según el Kojiki (古事記), este ritual fue realizado por primera vez por el kami Izanagi, al sumergirse en el mar para purificarse de la escoria de la muerte. Suele realizarse antes de una ceremonia o durante una visita al santuario sintoísta.
- Datos: Q1936265
- Multimedia: Misogi / Q1936265